# 飛圖唱片
飛圖唱片有限公司（英語：Fitto Record Company Limited；簡稱飛圖娛樂、飛圖）是一家香港的音樂製作及唱片公司，1986年1月1日由葉志銘（前藝人葉玉卿兄長）举行正式成立以及創立仪式。1999年11月30日，飛圖娛樂被英皇集團收購，全新正式改名為英皇娛樂（英語： （EEG））。
2021年1月7日，張敬軒於《張敬軒X香港中樂團盛樂演唱會》中宣佈成立自家音樂品牌，並以飛圖英文名字「FITTO Records」名義製作及發行唱片。

## 歷史

### 飛圖有限公司（原版及旧版）
1986年1月1日，飛圖唱片有限公司的前身飛圖有限公司（英語：Fitto Company Limited，簡稱飛圖（英語：Fitto））由葉志銘（前藝人葉玉卿兄長）举行正式成立以及創立仪式。

### 飛圖集團（原版及旧版）
1987年7月1日，飛圖有限公司全新正式改名為飛圖集團（英語：Fitto Group，簡稱飛圖 (英語：Fitto)）。

### 飛圖娛樂有限公司（原版及旧版）

#### 香港版
1989年1月1日，飛圖集團全新正式改名為飛圖娛樂有限公司（英語： Fitto Entertainment Company Limited，簡稱飛圖娛樂 (英語：Fitto Entertainment)、飛圖（英語：Fitto））。
1989年1月1日，香港飛圖娛樂有限公司推出卡拉OK鐳射影碟（LD）是: 「粵語金曲精選（粵語金曲卡拉卡拉OK）」，「國語金曲精選（國語金曲卡拉卡拉OK）」，「國粵語金曲精選（國粵語金曲卡拉卡拉OK）」 及「英文經典金曲精選（英文經典金曲卡拉卡拉OK）」卡拉OK鐳射影碟現已上市的卡拉OK鐳射影碟（LD）呼號為KARAOKE。1989年1月1日，飛圖卡拉OK以及飛圖Karaoke舉行正式開幕卡拉OK鐳射影碟（LD）儀式。
1997年7月1日香港時間凌晨0點0分0秒香港主權移交期間，香港飛圖娛樂更換新的名稱及標誌為飛圖唱片有限公司 （（英語：Fitto Record Company Limited），簡稱飛圖唱片 （英語：Fitto Record）），為最後一版標誌。同年謝霆鋒、葉佩雯、何嘉莉加盟。

### 飛圖唱片有限公司（原版及旧版）
1991年10月21日，飛圖唱片有限公司 (英語：Fitto Record Company Limited) （簡稱飛圖唱片 (英語：Fitto Record）)舉行正式開幕唱片公司儀式以及分成兩個數字技術（音訊及視訊）：
- 音訊（音樂CD及錄音帶）發行內容國語及粵語呼號為飛圖超白金精選。
- 視訊（卡拉OK鐳射影碟（LD））是: 「粵語精選卡拉OK」及「國語精選卡拉OK」卡拉OK鐳射影碟（LD）全面上市呼號為爆棚精選。

1992年1月10日，梁雁翎首加盟飛圖唱片，唱片公司開始力捧當時首人梁雁翎。1992年1月10日，林帆盒帶現已上市首張專輯以及首張國語專輯《像霧像雨又像風》，為梁雁翎在飛圖唱片的首張專輯以及首張國語專輯後及這張專輯是梁雁翎於飛圖唱片的三年間共推出七專輯唱片後。
1992年3月18日，葉玉卿加盟飛圖唱片，唱片公司開始力捧當時新人葉玉卿。1992年4月10日，林帆盒帶現已上市首張專輯《擋不住的風情》，為葉玉卿在飛圖唱片的首張專輯後及這張專輯是葉玉卿於飛圖唱片的三年間共推出七專輯唱片後。
1992年12月1日，林帆加盟飛圖唱片，唱片公司開始力捧當時新人林帆。1992年12月17日，林帆盒帶現已上市首張專輯《仍然喜歡我》，為林帆在飛圖唱片的首張專輯後及這張專輯是林帆於飛圖唱片的兩年間共推出兩張唱片後。
1993年1月18日，蔡濟文加盟飛圖唱片，唱片公司開始力捧當時新人蔡濟文。1993年4月30日，蔡濟文盒帶現已上市首張專輯《You're The Only》，為林帆在飛圖唱片的首張專輯後及這張專輯是林帆於飛圖唱片的三年間共推出兩張唱片後。
1993年5月19日，林帆盒帶現已上市告別及最後一張專輯《空空的心》，為林帆在飛圖唱片的告別及最後一張專輯後及這張專輯是林帆於飛圖唱片的告別兩年以及兩張專輯結束後與飛圖唱片解約以及退出樂壇。
1993年7月1日，趙學而加盟飛圖唱片，唱片公司開始力捧當時新人趙學而。
1993年8月10日，葉玉卿盒帶現已上市首張國語專輯《擋不住的風情》，為葉玉卿在飛圖唱片的首張國語專輯後及這張專輯是葉玉卿於飛圖唱片的兩年間共推出兩張唱片後。
1993年9月2日，梁雁翎盒帶現已上市第六張個人音樂專輯及第二張個人粵語專輯《浪漫故事》，為梁雁翎在飛圖唱片的第六張個人音樂專輯及第二張個人粵語專輯。
1993年12月23日，馮博娟加盟飛圖唱片，唱片公司開始力捧當時新人馮博娟。
1994年3月11日，馮博娟盒帶現已上市首張、告別及最後一張專輯《獨來獨往》，為馮博娟在飛圖唱片的首張、告別及最後一張專輯後及這張專輯是馮博娟於飛圖唱片的告別兩年以及一張專輯結束後結束後與飛圖唱片解約以及退出樂壇。
1994年5月9日，蔡濟文盒帶現已上市告別及最後一張專輯《獨來獨往》，為蔡濟文在飛圖唱片的告別及最後一張專輯後及這張專輯是蔡濟文於飛圖唱片的告別兩年以及三張專輯結束後結束後與飛圖唱片解約以及退出樂壇。
1994年7月31日，葉玉卿盒帶現已上市告別及最後一張專輯《打噴嚏》，為葉玉卿在飛圖唱片的告別及最後一張專輯後及這張專輯是葉玉卿於飛圖唱片的告別三年以及七張專輯結束後與飛圖唱片解約以及退出樂壇。
1994年10月1日，梁雁翎盒帶現已上市告別及最後一張專輯《心甘情願》，為梁雁翎在飛圖唱片的告別及最後一張專輯後及這張專輯是梁雁翎於飛圖唱片的告別五年以及七專輯結束後與飛圖唱片解約以及退出樂壇。
1994年10月1日，李樂詩加盟飛圖唱片，唱片公司開始力捧當時新人李樂詩。1994年10月1日，李樂詩盒帶現已上市首張專輯《感動你》，為李樂詩在飛圖唱片的首張專輯後及這張專輯是李樂詩於飛圖唱片的三年間共推出三張唱片後。
1994年最後兩夜，1994年12月最後兩夜英屬香港時間深夜11點59分59秒整，葉志銘宣佈退休，飛圖唱片卡拉OK鐳射影碟（LD）舉行正式告別及終止儀式結束後。告別1994年，1994年最後一天，1994年12月最後一天英屬香港時間凌晨0點0分0秒整，飛圖唱片舉行正式進入及改為全面官方数码数字数位高清音樂錄影帶儀式年代。
告別1995年，1995年最後一天，1995年12月最後一天英屬香港時間凌晨0點0分0秒整，飛圖唱片高層宣佈飛圖唱片歌手梁雁翎擔任飛圖娛樂總經理。但因梁雁翎成為飛圖娛樂總經理。
1996年5月10日，李樂詩盒帶現已上市告別及最後一張專輯《放鬆》，為李樂詩在飛圖唱片的告別及最後一張專輯後及這張專輯是李樂詩於飛圖唱片的告別三年以及三專輯結束後與飛圖唱片解約以及退出樂壇。
1996年12月1日，梁雁翎不過她在盜版風氣猖獗下經營不善而在1996年宣佈提早退休及宣佈退休，飛圖唱片高層宣佈陳圖安擔任飛圖唱片總經理。陳圖安成為飛圖唱片總經理，更用「若然感動與我同行飛圖唱片」作宣傳口號。
1998年12月1日，容祖兒加盟飛圖唱片，翌年正式出道，並獲得公司賞識並資助她離開香港深造3個月。
1999年12月1日，飛圖唱片被英皇集團收購，全新正式改更換新儀式的全首次名稱及全首次標誌英皇娛樂集團有限公司 ((英語：Emperor Entertainment Group Company Limited) ，簡稱英皇娛樂集團 (英語：Emperor Entertainment Group)）舉行正式成立儀式。

#### 臺灣版
民國78年1月1日，飛圖娛樂在臺灣成立公司惠聚雷射有限公司（(英語：Fitto Entertainment Company Limited) ，簡稱惠聚雷射 (英語：Fitto Entertainment)、惠聚（英語：Fitto））。
民國78年1月1日，臺灣惠聚雷射有限公司推出卡拉OK鐳射影碟（LD）是: 「臺語老歌」及「國語老歌」 卡拉OK鐳射影碟現已上市的卡拉OK鐳射影碟（LD）呼號為金曲典藏集。
民國80年，飛圖唱片在臺灣成立公司名將音樂有限公司（簡稱名將音樂）。

### 飛圖唱片有限公司（復活版）
2021年1月7日，全新正式新成立以及新创立新儀式的全首次名稱及全首次標誌飛圖唱片有限公司 （（英語：Fitto Record Company Limited），簡稱飛圖唱片 （英語：Fitto Record））是全新復活版香港的音樂及唱片公司，並由張敬軒擔任Label Director，而其製作的首張專輯《The Brightest Darkness》亦相繼面世。張敬軒形容飛圖唱片是一個精準表達某個年代的品牌，是他正式成為歌手前，於廣州茶座式卡拉OK中攝取廣東歌養份的主要來源。由飛圖演變而成的英皇唱片，他將感動過自己的情懷一一保留。

## 旗下藝人
| 歌星   | 歌星 | 歌星 | 歌星 | 歌星 |
| ------ | ---- | ---- | ---- | ---- |
| 張敬軒 |      |      |      |      |

## 已解約藝人
| 飛圖唱片                                                           | 飛圖唱片                                                                              | 飛圖唱片                                                                  | 飛圖唱片                                               |
| ------------------------------------------------------------------ | ------------------------------------------------------------------------------------- | ------------------------------------------------------------------------- | ------------------------------------------------------ |
| 曾慶瑜 （1985年-1987年） 已加盟可登唱片                            | 梁雁翎 （1990年-1994年） 亦為飛圖唱片股東，1995年退出香港歌壇                         | 葉玉卿 （1992年-1995年） 退出歌壇                                         | 林 帆 （1992年-1993年） 退出歌壇                       |
| 馮博娟 （1994年） 退出歌壇                                         | 李樂詩 （1994年-1996年） 1996年轉到正東唱片                                           | 孫富錦 （1992年-1993年) 1994年退出歌壇                                    | 黃凱芹 （1992年-1995年） 合約到期                      |
| 蔡濟文 （1993年-1994年） 退出歌壇                                  | 李家發 （1993年-1995年） 1995年於布吉拍攝音樂錄影帶時溺斃                             | 陳麒元 （1997年-1999年） 1999年解約 2002年復出轉投大國文化                | 王真顏 （1995年） 退出歌壇                             |
| 羅 文 （1999年-2000年） 2002年離世                                 | 新少年俱樂部 （1993年-1994年） 解散                                                   | 豹小子 （1992年-1993年） 解散                                             | 趙學而 （1993年-1999年） 1999年轉到英皇娛樂            |
| 謝霆鋒 （1997年-1999年） 1999年轉到英皇娛樂                        | 葉佩雯 （1997年-1999年） 1999年轉到英皇娛樂                                           | 何嘉莉 （1997年-1999年） 1999年轉到英皇娛樂                               | 容祖兒 （1998年-1999年） 1999年轉到英皇娛樂            |
| 創意家族                                                           |                                                                                       |                                                                           |                                                        |
| 韋綺姍 （1990年-1993年） 1993年加盟海岸娛樂， 2014年已加盟維高文化 | 許秋怡 （1991年-1993年） 1993年後唱片仍由創意家族負責製作，發行由飛圖唱片改為麗音唱片 | 黃寶欣 （1992年-1993年） 1994年轉投亞洲電視，1997年退出演藝圈，2017年復出 | 蔣志光 （1990年-1995年） 退出歌壇，現全職為TVB合約藝員 |
| 甘子暉 （1992年) 1993年退出歌壇                                    |                                                                                       |                                                                           |                                                        |

## 唱片列表

### 飞图唱片
| 编号       | 唱片名称                                            | 歌手   | 年份 |
| ---------- | --------------------------------------------------- | ------ | ---- |
| FCCS 92008 | 擋不住的風情                                        | 叶玉卿 | 1992 |
| FCCS 92009 | 说变就变                                            | 豹小子 | 1992 |
| FCCS 92010 | 離開那個不愛你的人                                  | 梁雁翎 | 1992 |
| FCCS 92012 | 仍然喜歡我                                          | 林帆   | 1992 |
| FCCS 92013 | 传闻                                                | 黄凯芹 | 1992 |
| FCCS 92015 | 飛圖超白金精選 1                                    | 合辑   | 1992 |
| FCCS 92016 | 全部給你                                            | 叶玉卿 | 1992 |
| FCCS 92017 | 擋不住的風情（国语专辑）                            | 叶玉卿 | 1992 |
| FCCS 92019 | 飛圖超白金精選 2                                    | 合辑   | 1992 |
| FCCS 92020 | 想你                                                | 梁雁翎 | 1993 |
| FCCS 92021 | Love Me Now                                         | 豹小子 | 1993 |
| FCCS 92023 | 飛圖超白金精選 3                                    | 合辑   | 1993 |
| FCCS 92026 | 飞图超白金精選 4                                    | 合辑   | 1993 |
| FCCS 92027 | You're the only                                     | 蔡济文 | 1993 |
| FCCS 92028 | 卿撫你的心                                          | 叶玉卿 | 1993 |
| FCCS 92029 | 飛圖超白金精選 5                                    | 合辑   | 1993 |
| FCCS 92031 | 空空的心                                            | 林帆   | 1993 |
| FCCS 92033 | 平常心                                              | 黃凱芹 | 1993 |
| FCCS 92034 | 浪漫故事                                            | 梁雁翎 | 1993 |
| FCCS 92036 | 飞图超白金精選 6                                    | 合辑   | 1993 |
| FCCS 92037 | 秋日浪漫情歌精选                                    | 合辑   | 1993 |
| FCCS 92039 | 來…尋夢                                             | 叶玉卿 | 1994 |
| FCCS 92040 | 愛得太天真                                          | 馮博娟 | 1994 |
| FCCS 92041 | 飞图超白金精選 7                                    | 合辑   | 1993 |
| FCCS 92042 | 獨來獨往                                            | 蔡济文 | 1994 |
| FCCS 92043 | 飞图超白金精選 8                                    | 合辑   | 1994 |
| FCCS 92044 | 反叛情歌                                            | 赵学而 | 1994 |
| FCCS 92046 | 打噴嚏－新歌＋精選                                  | 叶玉卿 | 1994 |
| FCCS 92048 | Lyrics                                              | 黄凯芹 | 1994 |
| FCCS 92049 | 飞图超白金精選 9                                    | 合辑   | 1994 |
| FCCS 92050 | 感动你                                              | 李樂詩 | 1994 |
| FCCS 92053 | 紅塵傾心故事                                        | 黄凯芹 | 1994 |
| FCCS 92054 | 每隔2秒                                             | 赵学而 | 1994 |
| FCCS 92055 | 想妳一整夜                                          | 王真顏 | 1994 |
| FCCS 92056 | 吾愛被愛                                            | 李乐诗 | 1995 |
| FCCS 92057 | Pop pop Vol 1                                       | 合辑   | 1995 |
| FCCS 92058 | 越怕越爱                                            | 赵学而 | 1996 |
| FCCS 92059 | 放松                                                | 李乐诗 | 1996 |
| FCCS 92061 | 正版肆拾捌                                          | 合辑   | 1996 |
| FCCS 92062 | 尋人                                                | 赵学而 | 1997 |
| FCCS 92064 | My Attitude                                         | 谢霆锋 | 1997 |
| FCCS 92066 | 趙學而家系列17首                                    | 赵学而 | 1997 |
| FCCS 92068 | 無聲仿有聲                                          | 谢霆锋 | 1997 |
| FCCS 92069 | 我說過要你快樂                                      | 赵学而 | 1998 |
| FCCS 92070 | In Your Arms                                        | 叶佩雯 | 1998 |
| FCCS 92071 | Horizons                                            | 谢霆锋 | 1998 |
| FCCS 92076 | My Dreams                                           | 何嘉莉 | 1998 |
| FCCS 92077 | 蘭桂坊的傾斜度                                      | 叶佩雯 | 1998 |
| FCCS 92078 | 末世紀的呼聲                                        | 谢霆锋 | 1998 |
| FCCS 92079 | RPG                                                 | 叶佩雯 | 1999 |
| FCCS 92080 | 擁有                                                | 何嘉莉 | 1999 |
| FCCS 92081 | Believe                                             | 谢霆锋 | 1999 |
| FCCS 92083 | 非份之想                                            | 何嘉莉 | 1999 |
| FCCS 92084 | 罗文[俄罗斯]创世纪音乐会                            | 罗文   | 1999 |
| FCCS 92085 | Inside                                              | 赵学而 | 1999 |
| FCCS 92086 | EP Joey                                             | 容祖儿 | 1999 |
| FCCS 92088 | Amazing                                             | 叶佩雯 | 2000 |
| FCCS 92089 | 谢谢你的爱1999                                      | 谢霆锋 | 1999 |
| FCCS 92091 | Giving                                              | 王杰   | 2000 |
| FCCS 92095 | 不容错失                                            | 容祖儿 | 2000 |
| FCCS 92097 | EEG千禧精选                                         | 合辑   | 1999 |
| FCCS 92098 | 零距离                                              | 谢霆锋 | 2000 |
| EEG15004V1 | The Brightest Darkness                              | 張敬軒 | 2021 |
| EEG15004V4 | The Brightest Darkness - 玻璃CD                     | 張敬軒 | 2021 |
| EEG15004V2 | The Brightest Darkness - 20 Complete Edition (SACD) | 張敬軒 | 2021 |
| EEG15004V3 | The Brightest Darkness - 紅色彩膠                   | 張敬軒 | 2022 |

### 創意家族
| 编号    | 唱片名称             | 歌手           | 年份 |
| ------- | -------------------- | -------------- | ---- |
| FCR 001 | 相逢                 | 蔣志光         | 1990 |
| RCR 003 | 革命                 | 韦绮珊         | 1991 |
| FCR 005 | 現代愛情故事         | 张智霖、许秋怡 | 1991 |
| RCR 006 | 有緣相愛             | 黄宝欣         | 1992 |
| FCR 007 | 蔣志光與他的朋友     | 蔣志光         | 1992 |
| FCR 008 | Love me once again   | 韦绮珊         | 1992 |
| FCR 009 | 逗我開心吧           | 张智霖         | 1992 |
| FCR 010 | 創意家族超白金精選 1 | 合辑           | 1992 |
| FCR 011 | 創作路               | 蒋志光         | 1993 |
| FCR 012 | 秋怡                 | 许秋怡         | 1993 |
| FCR 013 | 如此這般想你         | 张智霖         | 1993 |
| FCR 014 | 真心精選             | 合辑           | 1993 |
| FCR 017 | 換季情人             | 甘子輝         | 1992 |

## 相关公司
- 創意家族是一家香港的音樂及唱片公司，前身為永高創意，於1990年由羅傑承成立，其後被飛圖唱片收購，1997年結束唱片業務，只保留歌曲版權。直到2010年代，其品牌及歌曲版權被環星唱片收購。

## 外部連結
- 飛圖唱片的Instagram帳戶
- 飛圖唱片的Facebook專頁